# Jeongja-dong, Seongnam
Jeongja-dong (koreanska: 정자동) är en stadsdel i staden Seongnam i provinsen Gyeonggi  i den nordvästra delen av Sydkorea,  25 km sydost om huvudstaden Seoul. Den ligger i stadsdistriktet Bundang-gu. 

## Indelning
Administrativt är Jeongja-dong indelat i:
| Namn    | Namn                | Yta km² | Invånare 31 dec 2020 |
| ------- | ------------------- | ------- | -------------------- |
| 정자동  | Jeongja-dong        | 1,00    | 19 881               |
| 정자1동 | Jeongja 1(il)-dong  | 1,45    | 31 511               |
| 정자2동 | Jeongja 2(i)-dong   | 0,54    | 16 022               |
| 정자3동 | Jeongja 3(sam)-dong | 1,92    | 15 613               |